# Populus maximowiczii
Populus maximowiczii é uma espécie de árvore do gênero Populus, pertencente à família Salicaceae. É nativa da Rússia, China e leste da Ásia.